# 國立臺灣大學第一學生活動中心
25°01′04″N 121°32′25″E / 25.017873°N 121.540169°E

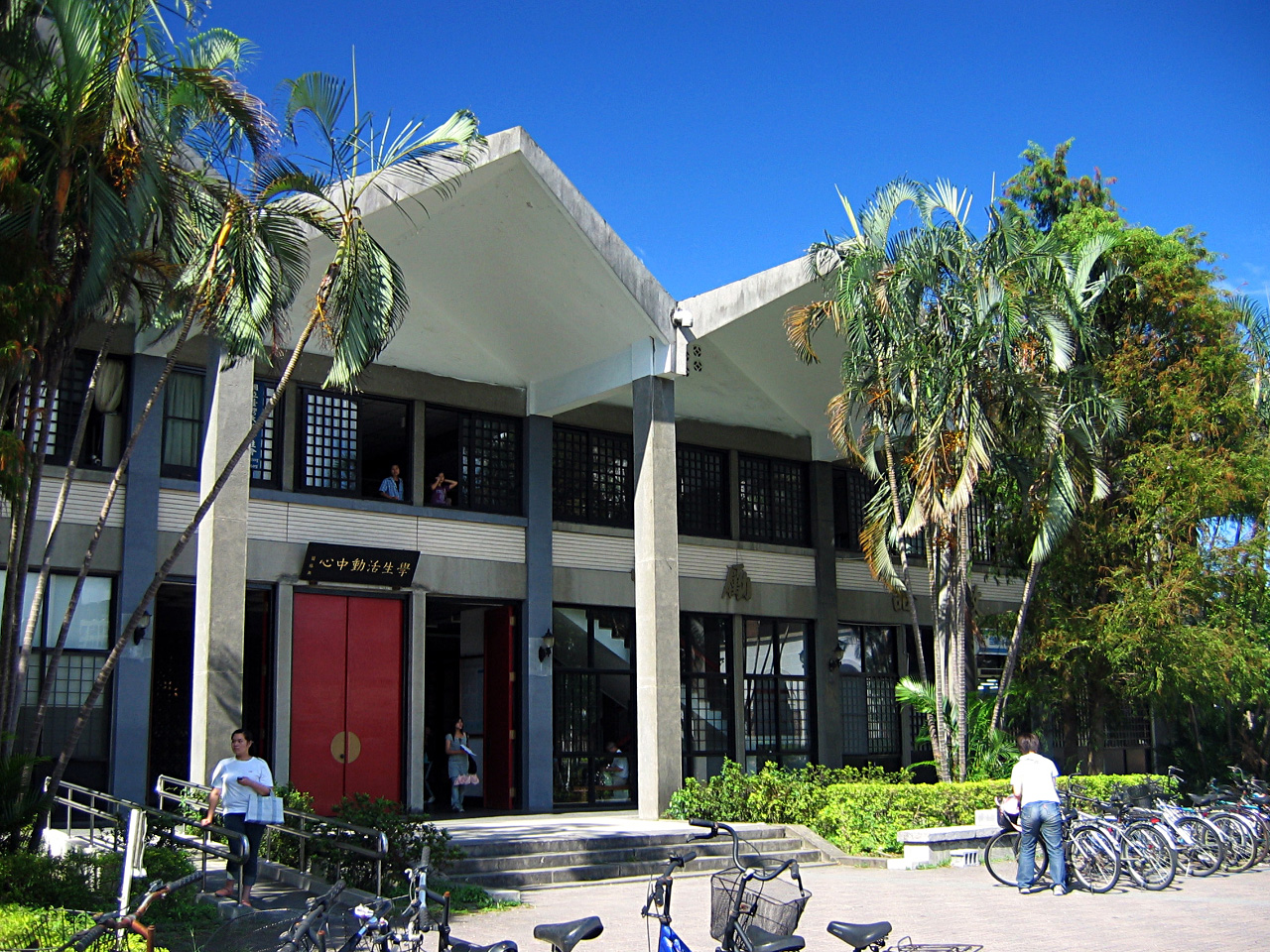
台大第一學生活動中心

國立臺灣大學第一學生活動中心，簡稱活大。位於國立臺灣大學椰林大道盡頭的振興草坪旁，與總圖書館相鄰。活動中心為學生進行社團活動及表演場地，一樓設有大禮堂及學生餐廳，二樓規劃為各學生社團辦公室，地下室則為地下文藝展示室。

## 歷史
1961年，由建築師王大閎及其「大洪建築師事務所」完成臺大活動中心設計圖。
1967年4月，王大閎因活動中心建築獲得第一屆建築金鼎獎十大優秀建築師。
1969年，二期工程完工。原先為臺大禮堂周邊規畫案與第一學生活動中心，除了學生活動中心外，還有教職員活動中心以及綜合戲劇院兼大禮堂設計案；但是因經費及臺大政策，只完成學生活動中心興建。:112-13
1992年2月26日凌晨，臺大第一學生活動中心一樓火災。火災撲滅後，濁水溪公社成員蔡海恩（左派）、柯仁堅（小柯）和其他臺大學生因為涉入火災，以及撿拾墓地屍骨作為裝置藝術觸犯《中華民國刑法》第十八章「褻瀆祀典及侵害墳墓屍體罪」，而遭臺大校方開除。

## 建築特色
建築師王大閎深受包浩斯現代主義風格影響，1960年代受台大校長錢思亮遴選，而留下許多在台大校園內的作品。活大建築是1960年代現代中國建築的代表性建築之一，樓層為地下一層、地上二層的建築物。活大建築展現王大閎生涯早期處理傳統與現代、東方與西方等問題的實作。
活大前後的大門採用深紅朱漆的挑高傳統大門，門框為黑色，門鎖為金色。白色的折板屋頂，為王大閎意圖呼應傳統中國建築屋頂的大膽嘗試。內部空間有天井、迴廊、水池等。

## 空間配置
一樓
分設三個部份：大禮堂、展覽空間、水池；沙發區以及台大學生事務處活動中心辦公室，以及用餐區包括自助餐廳、便利商店、飲料店、快餐店。
二樓
學生社團辦公室，主要社團如臺大學生會、臺大學生代表大會之辦公室均設在此。
其他
- [7]地下室為地下文藝展示室[1]，原為社團辦公室，擺有桌球桌及撞球桌，後來改變用途成為展覽空間。2000年12月18日，[8]開幕。2013年暑假進行大整建，其中最主要是加裝由地下室至二樓的升降機。
- 水池因YAYA社管理而被稱做YAYA池，為王大閎融合中國傳統建築元素進入現代建築的配置。

## 相關連結
- 王大閎
- 臺大第二學生活動中心

## 外部連結
- 國立臺灣大學 學務處 學生活動中心管理組 （页面存档备份，存于）